# 古泉肇
古泉 肇（こいずみ はじめ、1942年〈昭和17年〉2月21日- ）は、日本の実業家。亀田製菓元会長。亀田製菓名誉顧問。株式会社エイケイ代表取締役会長、株式会社コスモス代表取締役会長。

## 経歴
亀田製菓創業者である古泉栄治の長子として新潟県に生まれる。北越商業高等学校（現・北越高等学校）、法政大学経営学部経営学科卒業。
大学卒業後、本人は亀田製菓へ入社する意思はなく、金融機関への採用が決まっていたが、父 古泉栄治から「帰ってこい」と言われ、亀田製菓株式会社へ入社することとなった。1983年、亀田製菓株式会社代表取締役社長へと就任し、2000年には同社会長となる。その後、2016年から株式会社エイケイ代表取締役会長、2018年から株式会社代表取締役コスモス会長となった。
2008年、藍綬褒章を受章し、また2015年には旭日中綬章を受章した。2023年食料産業特別貢献大賞受賞。

## 履歴

### 学歴・職歴
- 1961年 - 北越商業高等学校（現・北越高等学校）卒業
- 1965年 - 法政大学経営学部経営学科卒業
- 1965年 - 亀田製菓株式会社入社
- 1983年 - 亀田製菓株式会社代表取締役社長
- 1999年 - 亀田経済人懇話会会長
- 2002年 - 学校法人北越高等学校理事長
- 2004年 - 亀田商工会議所会頭
- 2005年 - 社団法人新潟県経営者協会会長
- 2005年 - 社団法人新潟県雇用開発協会会長
- 2006年 - 全国米菓工業組合理事長
- 2009年 - 公益財団法人食の新潟国際賞財団理事長
- 2012年 - 学校法人新潟工科大学理事長
- 2014年 - 株式会社新潟国際貿易ターミナル代表取締役社長
- 2014年 - 新潟市国家戦略特区推進協議会会長

### 栄誉
- 2008年 - 藍綬褒章
- 2015年 - 旭日中綬章

## 現職
- 一般財団法人古泉育英財団（現：公益財団法人古泉財団）代表理事[1]
- 一般財団法人コスモス財団　代表理事[1]
- 株式会社エイケイ代表取締役会長
- 株式会社コスモス代表取締役会長